# David George Hogarth

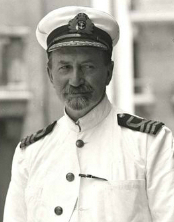
Comandante Hogarth em 1918

David George Hogarth (Barton-upon-Humber, Lincolnshire, 23 de maio de 1862 - Oxford, Oxfordshire, 6 de novembro de 1927), também conhecido como D. G. Hogarth, foi um arqueólogo e estudioso britânico associado a T. E. Lawrence e Arthur Evans. Foi Guardião do Museu Ashmolean, Oxford de 1909 a 1927.
Hogarth foi comissionado na Royal Naval Volunteer Reserve durante a Primeira Guerra Mundial, e serviu na Divisão de Inteligência Naval. Durante 1916, ele foi o diretor interino do Bureau Árabe, e mais tarde foi responsável por entregar a mensagem Hogarth.

## Início da vida e educação
D. G. Hogarth era filho do reverendo George Hogarth, vigário de Barton-upon-Humber, e de Jane Elizabeth (Uppleby) Hogarth. Ele tinha uma irmã três anos mais nova, Janet E. Courtney, uma escritora e feminista. Em uma de suas obras autobiográficas, Hogarth afirmou ser um antiquário que foi feito assim, em vez de ter nascido para ele. Ele disse: "nada me dispôs ao meu ofício nos primeiros anos". Esses anos incluíram uma educação secundária, 1876-1880, no Winchester College, que afirma ser, e foi rotulado por Hogarth como "nossa mais antiga Escola Pública".
Em outubro de 1881, Hogarth matriculou-se no Magdalen College, Oxford para estudar Literae Humaniores. Ele alcançou honras de primeira classe em Mods (1882) e Greats (1885). Ele se formou com um grau de Bacharel em Artes (BA) em 1885: como por tradição, seu BA foi promovido a um grau de Mestre de Artes (MA Oxon).

## Carreira
Em 1886, Hogarth foi eleito membro do Magdalen College, Oxford. Entre 1887 e 1907, ele viajou para escavações em Chipre, Creta, Egito, Síria, Melos e Éfeso (o Templo de Ártemis). Na ilha de Creta, ele escavou Cato Zacro e a caverna Psicro. Hogarth foi nomeado diretor da Escola Britânica de Atenas em 1897 e ocupou o cargo até 1900. Ele foi o guardião do Museu Ashmolean em Oxford de 1909 até sua morte em 1927.

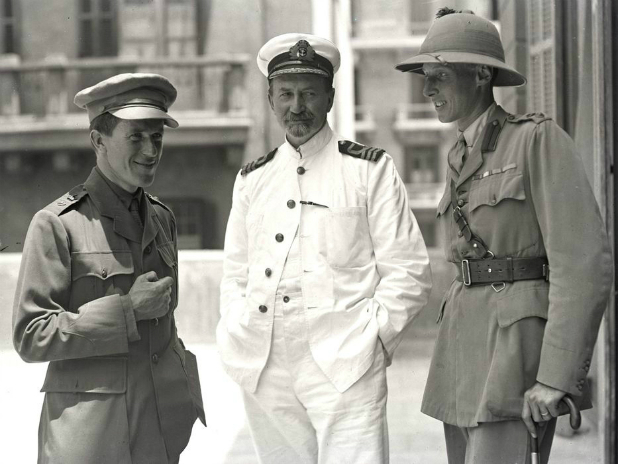
Hogarth (centro), com T. E. Lawrence (esquerda) e o tenente-coronel Dawnay no Bureau Árabe, Cairo, maio de 1918

Em 1915, durante a Primeira Guerra Mundial, Hogarth foi comissionado com o posto temporário de tenente-comandante na Royal Naval Volunteer Reserve e se juntou à Seção Geográfica da Divisão de Inteligência Naval. O professor Hogarth foi nomeado diretor interino do Bureau Árabe, por um tempo durante 1916, quando Sir Mark Sykes voltou para Londres. Hogarth era próximo de T. E. Lawrence e trabalhou com Lawrence para planejar a Revolta Árabe.
Sykes fez amizade com Hogarth, que havia descrito o governo da Índia como acreditando que eles tinham um imperativo moral para o Raj britânico como a melhor forma de governo e não poderiam falhar em seu dever de impô-lo a uma província da Mesopotâmia. Os arabistas rejeitaram veementemente esta proposta; Sykes tomando a pesquisa de Hogarth como evidência da situação singularmente diferente no protetorado. Os arqueólogos sabiam que estava claro que o Raj não tinha compreensão das diferentes condições, que precisava haver uma "política árabe" específica para o que se tornara uma fronteira de império.
Hogarth retornou a Oxford e ao Museu Ashmolean em junho de 1919. De 1925 a 1927 foi presidente da Real Sociedade Geográfica.

## Vida pessoal

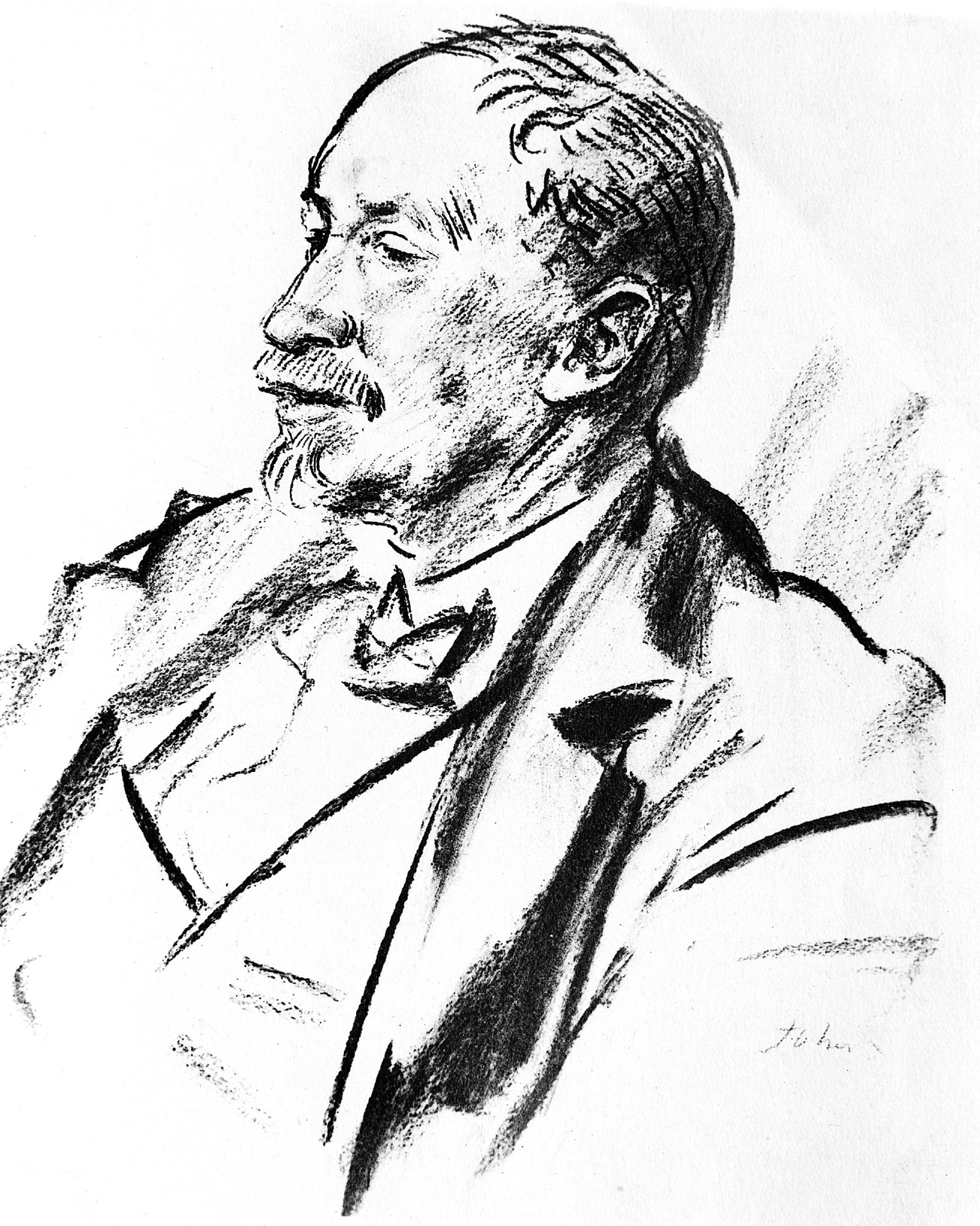
D. G. Hogarth M.A. por Augustus John

Em 7 de novembro de 1894, Hogarth casou-se com Laura Violet Uppleby, filha de George Charles Uppleby. Sua esposa e mãe compartilhavam um tataravô comum, um John Uppleby de Wootton, Lincolnshire. Laura Violet tinha 26 anos na época; David George, 32 anos. Eles tiveram um filho, William David Hogarth (1901-1965). Uma neta, Caroline Barron, é uma historiadora da Inglaterra medieval posterior.
Em 1926, a saúde de Hogarth começou a se deteriorar rapidamente devido a um problema cardíaco, e ele recebeu licença de Oxford em outubro de 1927. Ele morreu em 6 de novembro de 1927 em sua casa em Oxford (20 St Giles' Street). Ele tinha 65 anos.

## Publicações

### Por Hogarth
- Hogarth, D. G.; James, M. R.; Smith, R. Elsey; Gardner, E. A. (1888). 'Excavations in Cyprus, 1887-88. Paphos, Leontari, Amargetti'. The Journal of Hellenic Studies. 9: 147–271. doi:10.2307/623675. ISSN 0075-4269.
- Hogarth, David George (1889). Devia Cypria: notes of an archaeological journey in Cyprus in 1888. London: H. Frowde[17]
- —— (1896). A wandering scholar in the Levant. London: J. Murray
- —— (1897). Philip and Alexander of Macedon: two essays in biography. New York: C. Scribner's Sons
- Grenfell, Bernard Pyne, Hunt, Arthur Surridge, e Hogarth, David George (1900). Fayûm Towns and Their Papyri, London: Kegan Paul, Trench, Trübner/Quaritch/Frowde.
- —— (1902). The Nearer East. London: W. Heinemann
- —— (1904). The penetration of Arabia : a record of the development of Western knowledge concerning the Arabian peninsula. London: Lawrence and Bullen
- The Archaic Artemisia of Ephesus (1908)
- —— (1909). Ionia and the East; six lectures delivered before the University of London. Oxford: Clarendon Press
- —— (1910). Accidents of an antiquary's life. London: MacMillan and Co., Limited[18]
- The Ancient East (1914)
- Hogarth, D. G. e Benson, E. F. (n.d.) Report on prospects of Research in Alexandria. London: Society for the Promotion of Hellenic Studies,
- Forbes, Nevill; Toynbee, Arnold J.; Mitrany, D.; Hogarth, D. G. (1915). «Turkey». The Balkans: A History of Bulgaria, Serbia, Greece, Rumania, Turkey. Oxford: At the Clarendon Press  – via Internet Archive
- —— (1920). Hittite seals, with particular reference to the Ashmolean collection. Oxford: Clarendon Press
- Arabia (1922) (ambém como A History of Arabia)
- Kings of the Hittites (1926) (Schweich Lectures for 1924)
- The Life of Charles M. Doughty (1928)

### Com Hogarth como editor
- Authority and Archaeology – Sacred and Profane – Essays on the relation of monuments to Biblical and Classical Literature (1899 2nd Edition)